# Bussy-Saint-Martin
Bussy-Saint-Martin es una comuna francesa situada en el departamento de Sena y Marne, en la región de Isla de Francia.
La comuna pertenece a la unidad urbana de París y forma parte de la zona de atracción de París.

## Demografía
| 203 | 210 | 206 | 228 | 258 | 292 | 251 | 205 | 241 | 254 | 266 | 228 | 213 | 203 | 275 | 258 | 286 | 288 | 233 | 230 | 208 | 232 | 203 | 213 | 214 | 207 | 170 | 186 | 261 | 317 | 475 | 579 | 682 | 657 | 702 | 728 |
| Para los censos de 1962 a 1999 la población legal corresponde a la población sin duplicidades (Fuente: INSEE [Consultar]) |     |     |     |     |     |     |     |     |     |     |     |     |     |     |     |     |     |     |     |     |     |     |     |     |     |     |     |     |     |     |     |     |     |     |     |